# Lý Mậu (nhà Đường)
Lý Mậu (chữ Hán: 李茂, ? – ?), tông thất nhà Đường trong lịch sử Trung Quốc.

## Tiểu sử
Hoàng tộc nhà Đường tự nhận có tổ tịch ở Lũng Tây (nay thuộc Cam Túc), Mậu là tông thất gần gũi, nên có hộ tịch ở Trường An (nay thuộc Thiểm Tây). Cha của Mậu là Từ Khang vương Lý Nguyên Lễ, hoàng tử thứ 10 của Đường Cao Tổ. Mậu là con trai thứ ba của Nguyên Lễ, ban đầu ông có tước Hoài Nam vương, ngoài ra còn có tước công.
Mậu tính hung ác, khắc bạc, không có đức hạnh. Cơ thiếp của Nguyên Lễ là Triệu thị có sắc đẹp, vào lúc Nguyên Lễ phát bệnh, Mậu cưỡng bức cô ta. Nguyên Lễ biết được thì trách mắng, Mậu bèn đuổi hết thị vệ của cha, không cho Nguyên Lễ dùng cơm nước, thuốc men gì cả, còn nói: "Đã được làm vương đến 50 năm, còn muốn uống thuốc làm chi?"  bức Nguyên Lễ phải chết.
Mậu được kế tự tước Từ vương, đến giữa niên hiệu Thượng Nguyên (674 – 676) thời Đường Cao Tông, việc ấy bị cáo giác, Mậu chịu đày đi Chấn Châu (nay thuộc Hải Nam), rồi chết ở đấy.
Thời Đường Trung Tông, con Mậu là Lý Thôi được kế tự làm Từ vương.